# Teleutias
Teleutias (zm. 381 p.n.e.) – wódz spartański podczas wojny korynckiej, brat króla Agesilaosa II. W 393 p.n.e. został dowódcą spartańskiej floty. Dzięki jego działaniom Spartanie przejęli kontrolę nad Zatoką Koryncką. Współdziałając z siłami lądowymi pod dowództwem Agesilaosa zajął wrogie statki i doki w Lechajon. W 390 p.n.e. został wysłany do Azji by zastąpić Ekdika na stanowisku dowódcy floty. W czasie podróży napotkał i zajął dziesięć ateńskich trier płynących na pomoc toczącemu wojnę z Persją cypryjskiemu królowi Ewagorasowi. Ateńczycy wysłali przeciwko niemu flotę 40 okrętów pod dowództwem Trazybula. W 388 p.n.e. powrócił do kraju i brał udział w działaniach w okolicach wyspy Eginy. Po zakończeniu wojny korynckiej brał udział w kampanii przeciwko Olintowi, podczas której poległ.